# Montierchaume
Montierchaume là một xã ở tỉnh Indre khu vực trung bộ Pháp. Xã này có diện tích 37,2 km², dân số thời điểm năm 1999 là 1757 người. Khu vực này có độ cao trung bình 160 mét trên mực nước biển.